# Jak-40

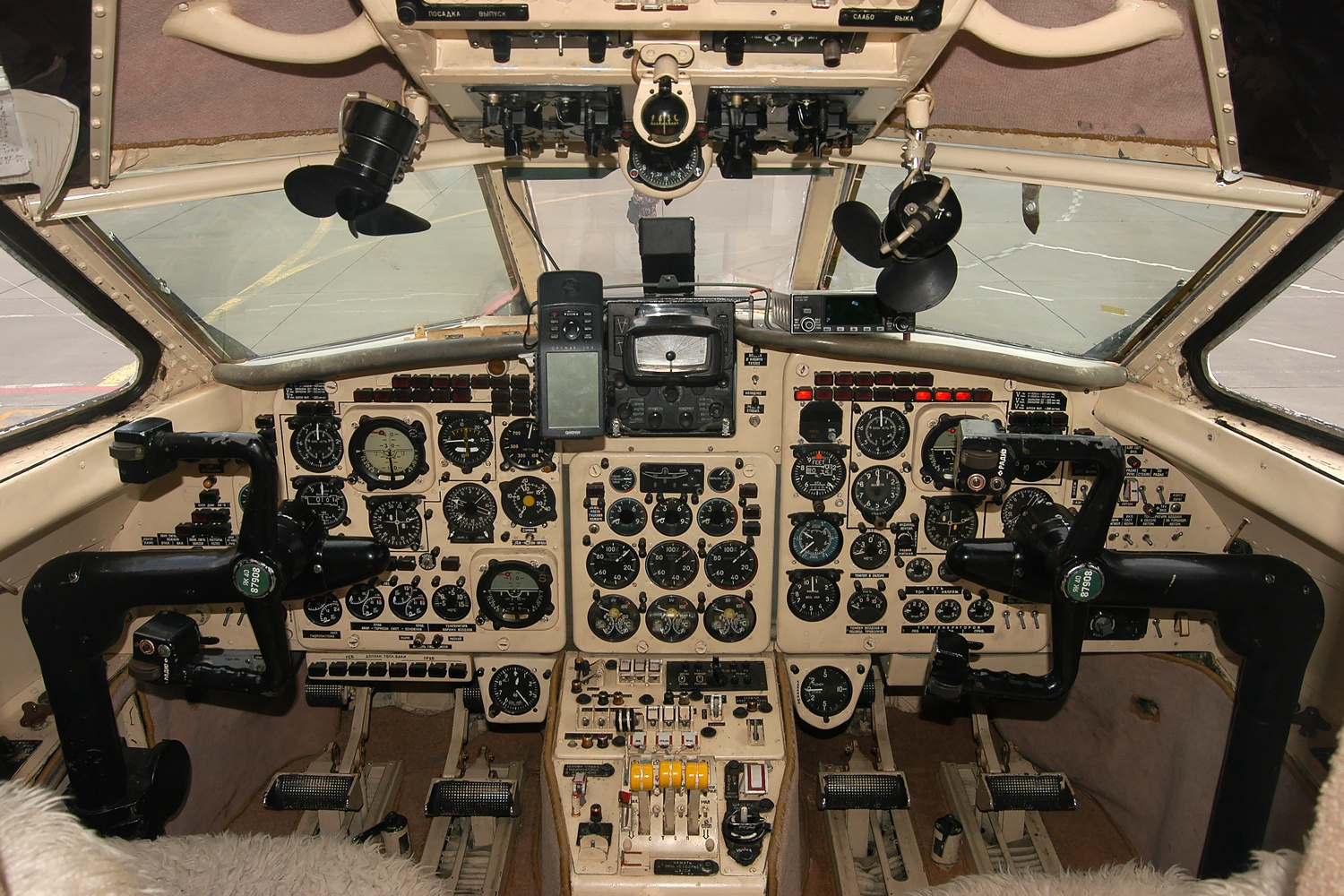
Kokpit samolotu Jak-40

Jak-40 (ros. Як-40; oznaczenie NATO: Codling) – trójsilnikowy odrzutowy samolot transportowy i pasażerski, skonstruowany w biurze konstrukcyjnym Jakowlewa do przewozów regionalnych. Produkowany seryjnie w latach 1968–1981 w Saratowskich Zakładach Lotniczych.

## Historia
Jak-40 został zaprojektowany w 1965, aby zastąpić samoloty Li-2 (odmianę Douglas DC-3) i Ił-14, a głównym założeniem była łatwość działania poza głównymi lotniskami. Samolot został oblatany 21 września 1966. Samolot został wyposażony we wbudowane schodki wejściowe i miał możliwość wykonywania krótkiego startu i lądowania (STOL).  
Główną cechą założeń konstrukcyjnych była duża prostota. Skrzydła samolotu, dzięki dużej powierzchni, nie wymagały slotów, aby uzyskać odpowiednie parametry startu i lądowania. Zespół napędowy składał się z trzech silników dwuprzepływowych Iwczenko AI-25. Dla skrócenia dobiegu, środkowy silnik wyposażony jest w odwracacz ciągu. W nosowej części kadłuba umieszczono radiolokacyjną stację meteorologiczną „Groza”. 
Seryjną produkcję rozpoczęto w roku 1968 i wyprodukowano ogółem 1011 egzemplarzy, w tym 125 na eksport. 

## Eksploatacja
Po upadku dawnego Aerofłotu duża część została przebudowana z typowych samolotów pasażerskich na bardziej luksusowe i są one teraz używane jako samoloty prywatne lub do podróży służbowych (w tym w Polsce dla prezydenta, premiera oraz marszałków Sejmu i Senatu w latach 1973–2011). Samoloty te (początkowo 4) były na stanie 36. Specjalnego Pułku Lotnictwa Transportowego, który w roku 2011 rozwiązano. Jak-40 zakupiony w 1972 roku dla Ministerstwa Przemysłu Maszynowego był pierwszym odrzutowym samolotem dyspozycyjnym w Polsce.
W roku 2006 rządowy samolot Jak-40, lecąc z premierem na pokładzie na trasie Kraków-Warszawa, doznał awarii polegającej na zablokowaniu dźwigni sterowania ciągiem silników w pozycji do lotu z prędkością przelotową. Pilot wiedział o usterce, ale nie zawiadomił służb ratowniczych na Okęciu. Udało się jednak wylądować w Warszawie, dzięki dużemu doświadczeniu dowódcy. Piloci nie zgłosili awarii do ATC (kontroli ruchu lotniczego), ale spowodowało to olbrzymie zagrożenia dla pasażerów i załogi oraz dla ruchu innych statków powietrznych.
Większość samolotów Jak-40 latała w ZSRR, nie licząc kilku w pozostałych państwach Europy, rzadkich ze względu na ograniczenia hałasu w tych państwach.
Ze względu na charakterystyczny odgłos silników otrzymał nazwę „latający gwizdek”.

## Egzemplarze muzealne
- Jak-40, nr boczny 037, jest eksponowany w Muzeum Lotnictwa Polskiego w Krakowie[4]
- Jak-40, nr boczny 045, jest eksponowany w Muzeum Sił Powietrznych w Dęblinie[5]. Wnętrze samolotu jest udostępniane zwiedzającym.
- Jak-40, nr boczny 044, jest eksponowany w Muzeum Wojska Polskiego w Warszawie[6]. Wnętrze samolotu jest udostępniane zwiedzającym w środy, czwartki i niedziele w godzinach 10.00-15.00[7]
- Jak-40, nr boczny 047, jest eksponowany w Muzeum Obrony Przeciwlotniczej w Koszalinie[8]. Wnętrze samolotu jest udostępniane zwiedzającym.

### Inne zachowane egzemplarze
- Jak-40, nr boczny 032, numer seryjny 9331129, stoi na prywatnym terenie koło szosy w Brzeźnicy (województwo małopolskie, powiat wadowicki)
- Jak-40, nr boczny 042, znajduje się na terenie Wojskowej Akademii Technicznej w Warszawie[9]. Samolot służy jako pomoc dydaktyczna dla studentów. Nie jest udostępniany dla zwiedzających.
- Jak-40, nr boczny 048, znajduje się na terenie Wyższej Szkoły Oficerskiej Sił Powietrznych w Dęblinie[10]. Samolot służy jako pomoc dydaktyczna dla studentów. Nie jest udostępniany dla zwiedzających.

## Wersje
- Jak-40 - podstawowa wersja, produkowana od roku 1968
- Jak-40 Salon - luksusowy samolot pasażerski do przewozu 11 pasażerów
- Jak-40D - dwa dodatkowe zbiorniki paliwa i system nawigacyjny dla lotów międzynarodowych
- Jak-40DTS - wersja sanitarna i transportowo-desantowa
- Jak-40K - wersja transportowo-pasażerska ze zwiększoną ładownością (produkowana w latach 1975–1981)
- Jak-40 Kalibrowszczik - samolot do kontroli i badań naziemnych radiolatarni (produkowany na zamówienie Węgier)
- Jak-40 Aqua, Liros, Meteo, Phobos, Storm - laboratoria meteorologiczne
- Jak-40REC - wersja do testowania wyposażenia radioelektronicznego
- Jak-40-25 - wersja z nosem kadłuba z MiG-25 do testowania wyposażenia radioelektronicznego
- Jak-40L/M-602 - wersja testowa z czeskimi silnikami M-602
- Jak-40TL - model z silnikami Textron-Lycoming LF507-1N (2 x 31,1 kN)

## Galeria

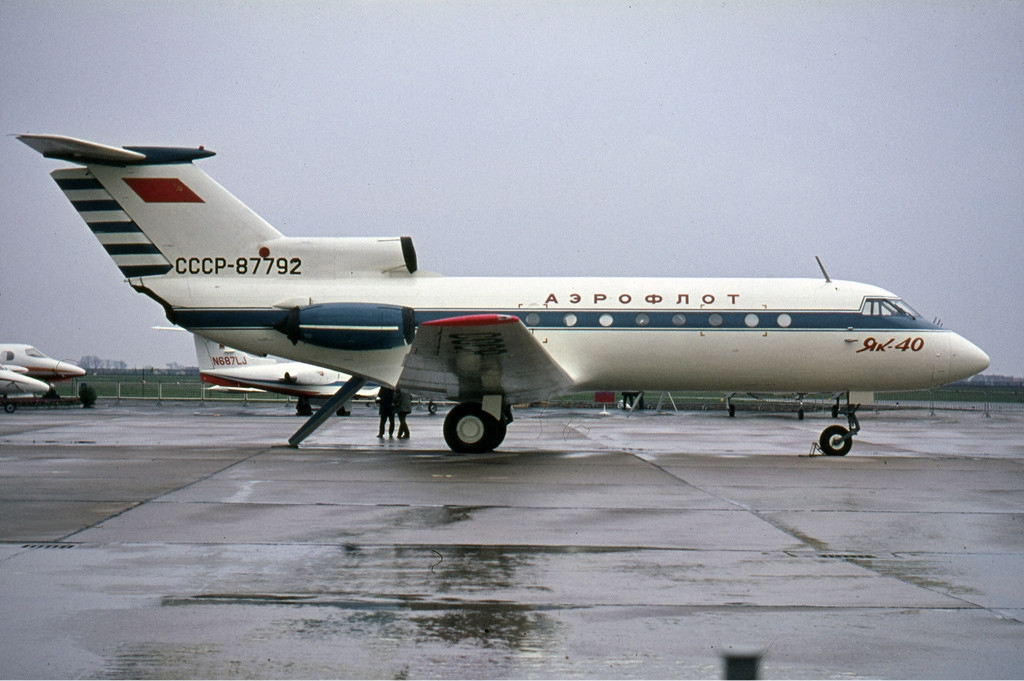
Jak-40 Aerofłotu
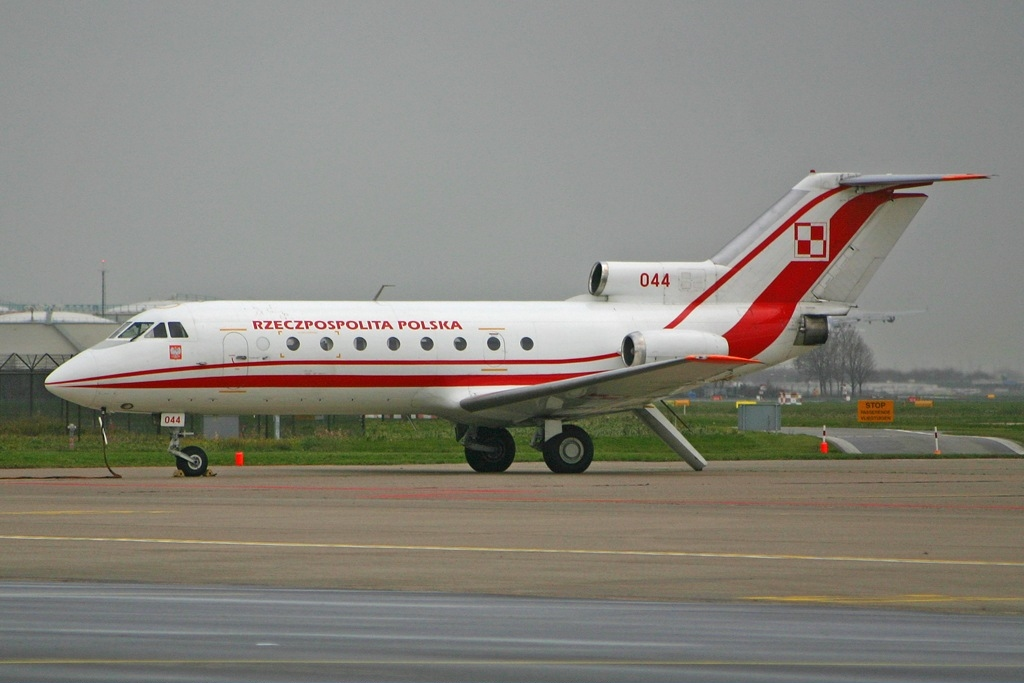
Jak-40 w barwach Sił Powietrznych RP
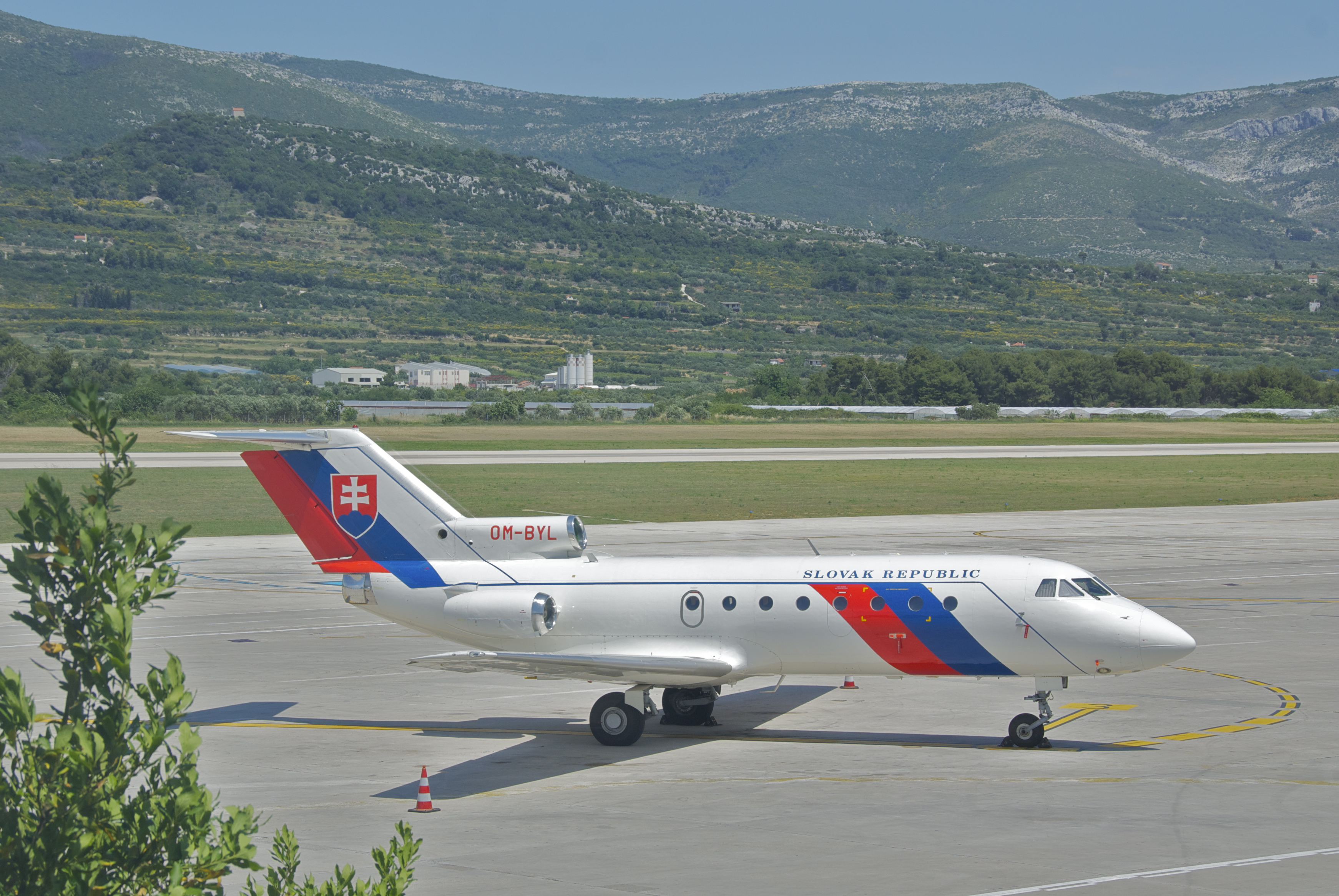
Jak-40 należący do Slovak Government Flying Service
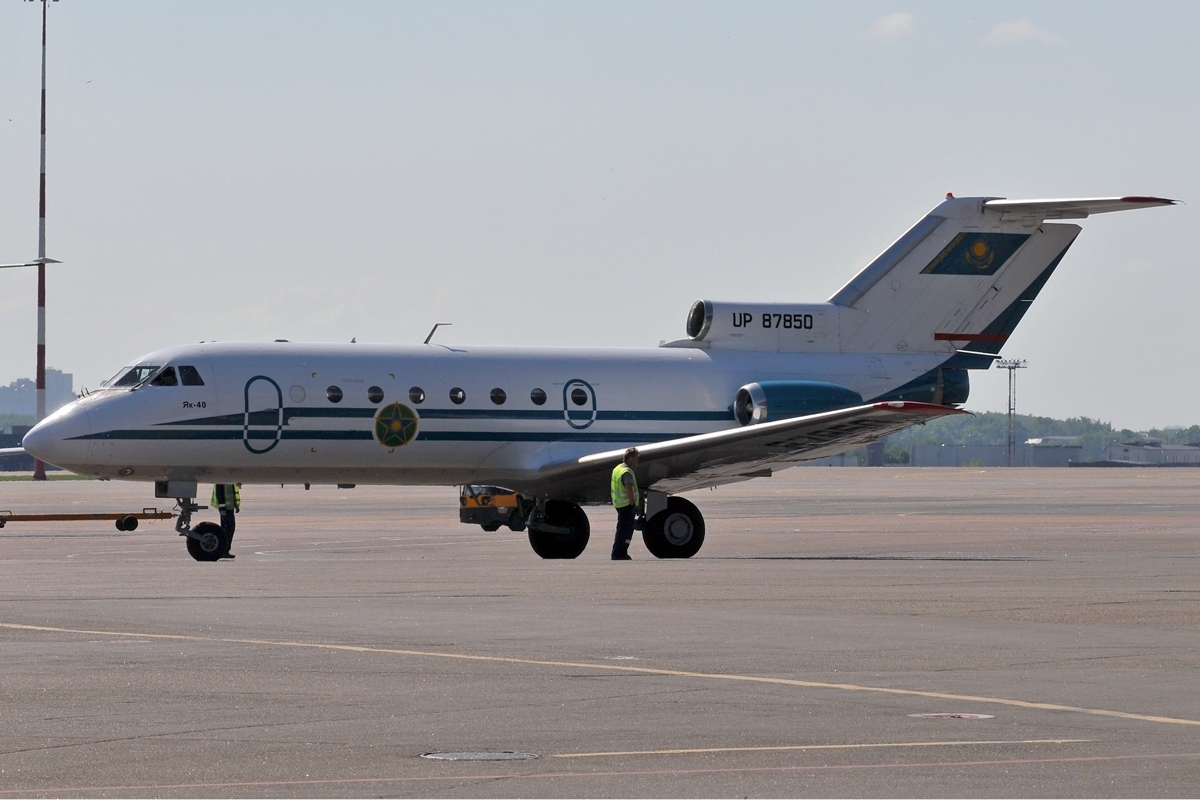
Jak-40 Sił Powietrznych Kazachstanu
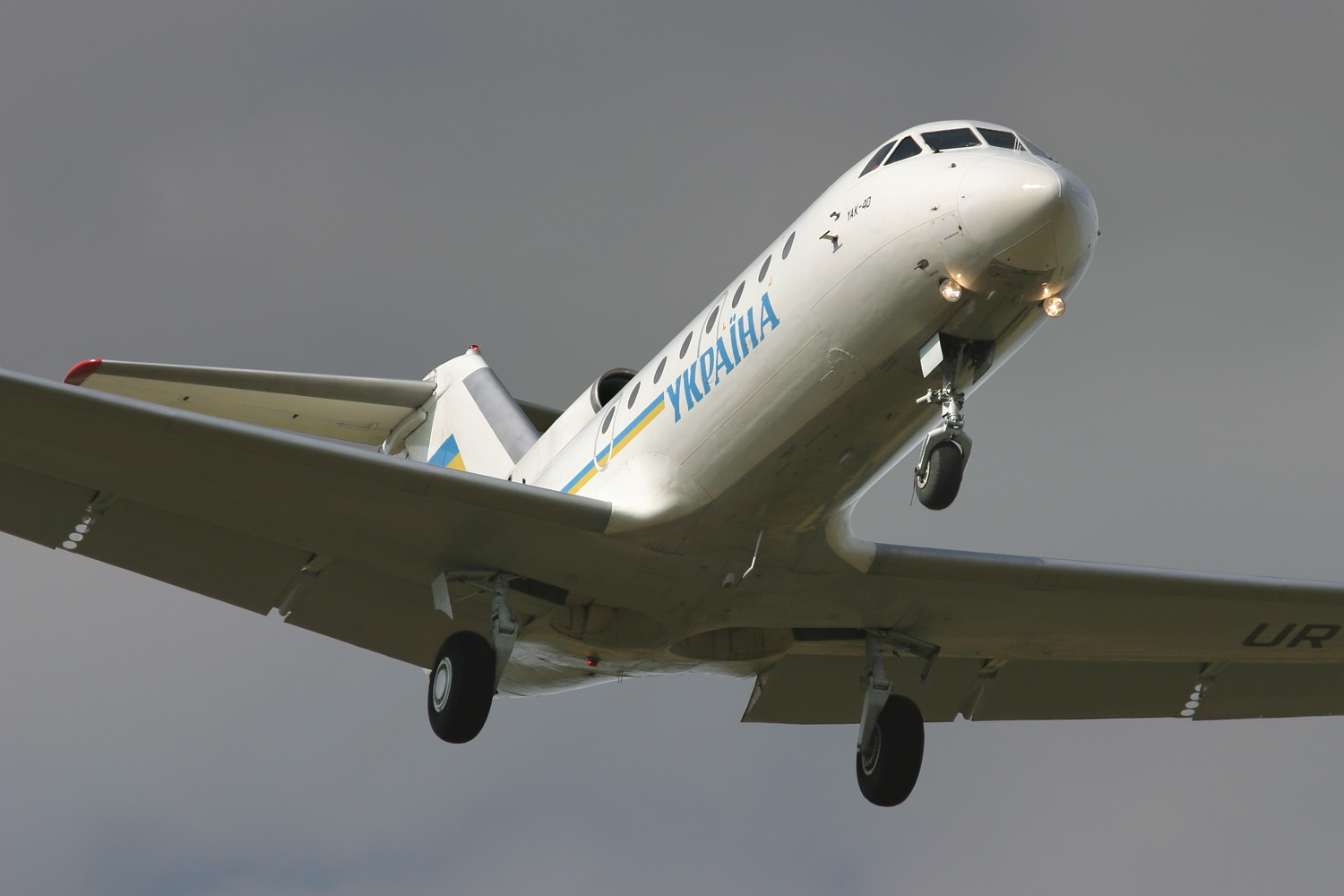
Podchodzący do lądowania Jak-40 linii Ukraina
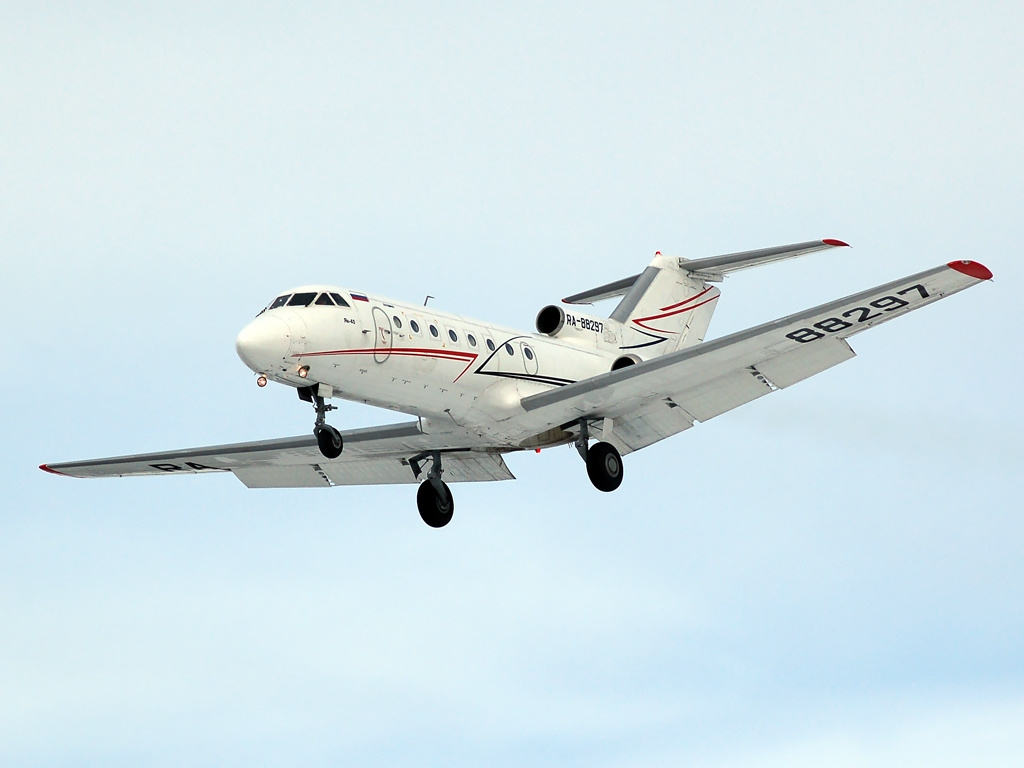
Jak-40 linii Łukoil-Awia